# Szarża

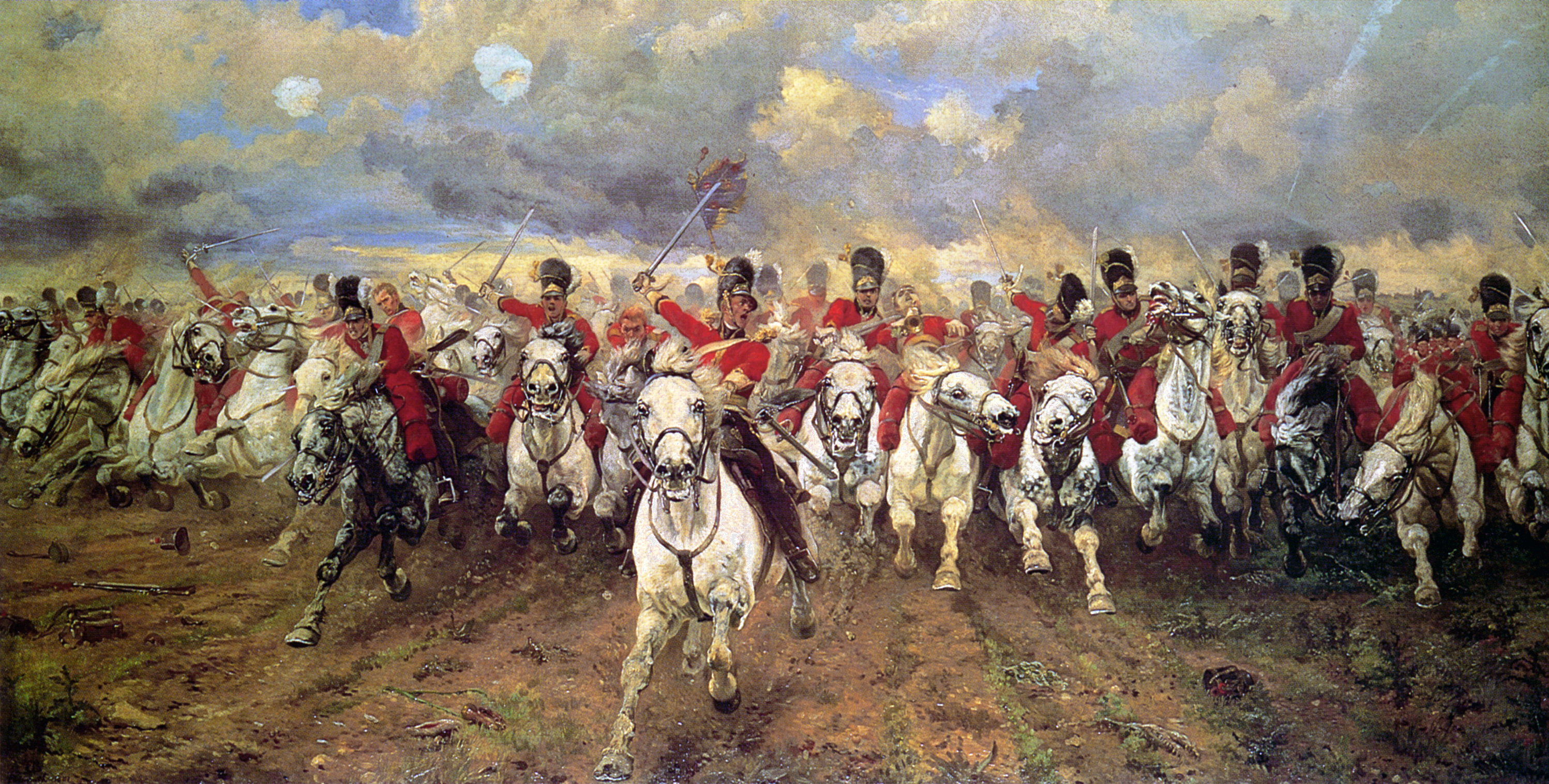
Szarża szkockiej kawalerii podczas bitwy pod Waterloo na obrazie Scotland Forever! autorstwa Elizabeth Thompson

Szarża – gwałtowny atak kawalerii dokonywany na przeciwnika w szyku konnym na broń białą. Dawniej w Wojsku Polskim także nazwa (synonim) stopnia wojskowego.

## Historia

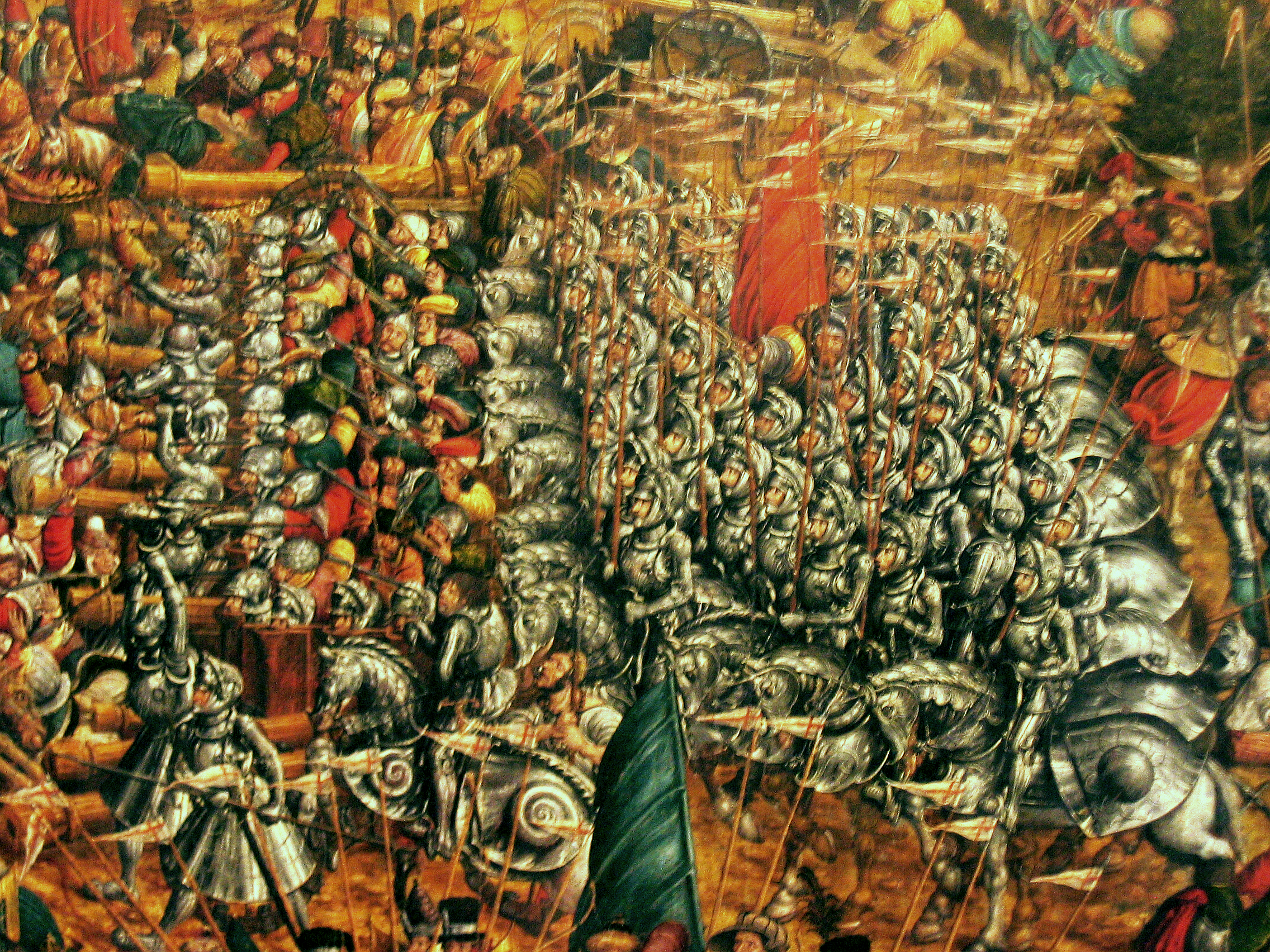
Polska jazda zaciężna w czasie bitwy pod Orszą (1514 r.)

Terminu „szarża” zaczęto używać w języku polskim dopiero w okresie wojen napoleońskich, wcześniej określając takie działania jako „atak”, „natarcie” lub „uderzenie”. Jednak niezależnie od nazewnictwa, szarże były nierozerwalnie związane z wykorzystywaniem kawalerii na polu bitwy od początku jej dziejów.
Do XV w. szarż dokonywano zazwyczaj w szyku luźnym, a średniowieczne rycerstwo nacierało i walczyło w formacjach złożonych z łańcucha samodzielnych pocztów. Od XV w. szarż dokonywano w formacjach układanych w wieloszeregowe kolumny chorągwiane z odstępami pomiędzy jeźdźcami liczącymi około 3 m (na długość konia). W XVI w. na popularności zyskało ustawianie kolumn w „szachownicę” umożliwiającą naprzemienne szarżowanie i wycofywanie się poszczególnych kolumn poprzez mijanie się w lukach szyku. Od połowy XVI w. zaczęto stosować taktykę przechodzenia w ostatnim etapie szarży w szyk zwarty (kolano przy kolanie). Od drugiej połowy XVII w. nacierające kolumny ulegały coraz większemu spłyceniu, najpierw do trzech szeregów, a od XVIII w. do dwóch. 

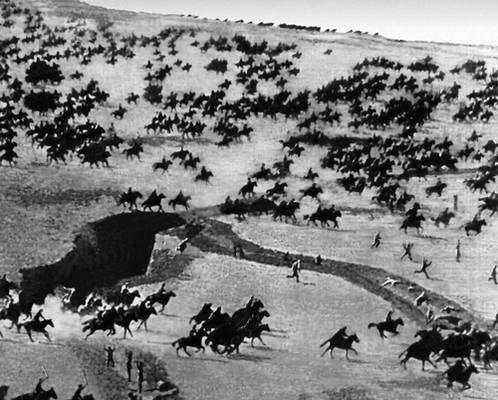
Szarża kawlerii Armii Czerwonej (1919 r.)

Początkowo jazda rozpoczynała natarcie w kłusie z odległości około 300 m, zwierając szeregi i przechodząc w cwał dopiero na dystansie 30–80 m od przeciwnika. Tak późne przechodzenie w cwał miało na celu zachowanie jak najdłuższej kontroli nad koniem i nie dopuszczenie do rozerwania szyku. Coraz szybszy rozwój broni palnej zmuszał jednak kawalerię do wykonywania tego manewru z coraz większego dystansu. I tak na początku XIX w. w cwał przechodzono już z odległości 150 m, a w drugiej połowie tego wieku dystans tez wzrósł już do 250 m. Na początku XX wieku, ze względu na znaczne nasycenie pola walki bronią maszynową dokonywanie skutecznych szarż stało się możliwe wyłącznie w przypadku zaskoczenia przeciwnika, a przejście do cwału następowało już z odległości 500-600 m.
Do najsłynniejszych szarż w historii zalicza się między innymi:
- szarżę husarii podczas bitwy pod Wiedniem (1683 r.)
- szarżę gwardii rosyjskiej podczas bitwy pod Austerlitz (1805 r.)
- szarżę kawalerii Murata podczas bitwy pod Pruską Iławą (1807 r.)
- szarżę Lekkiej Brygady podczas bitwy pod Bałakławą (1855 r.)

## Szarżepolskiej kawalerii
- 12 września 1683 r. pod Wiedniem

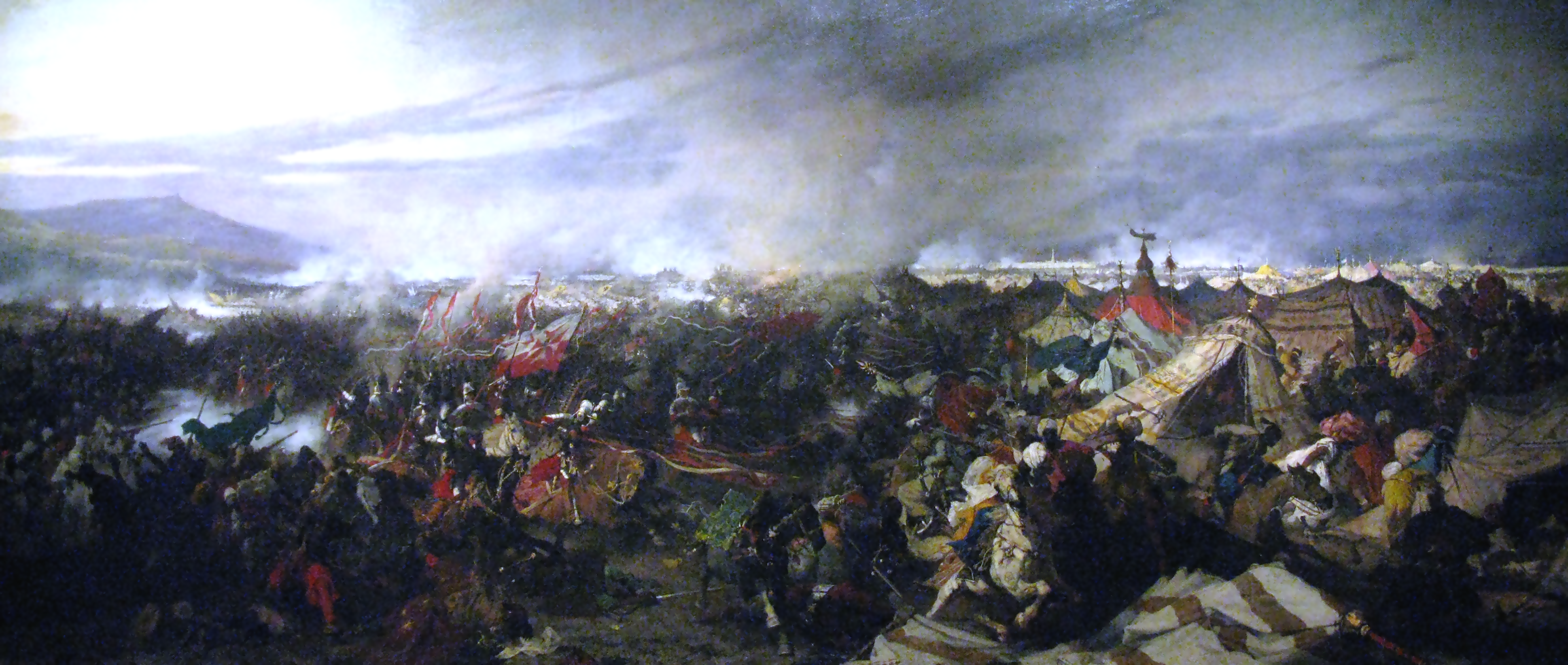
Szarża husarii pod Wiedniem na obrazie Bitwa pod Wiedniem Stanisława Chlebowskiego

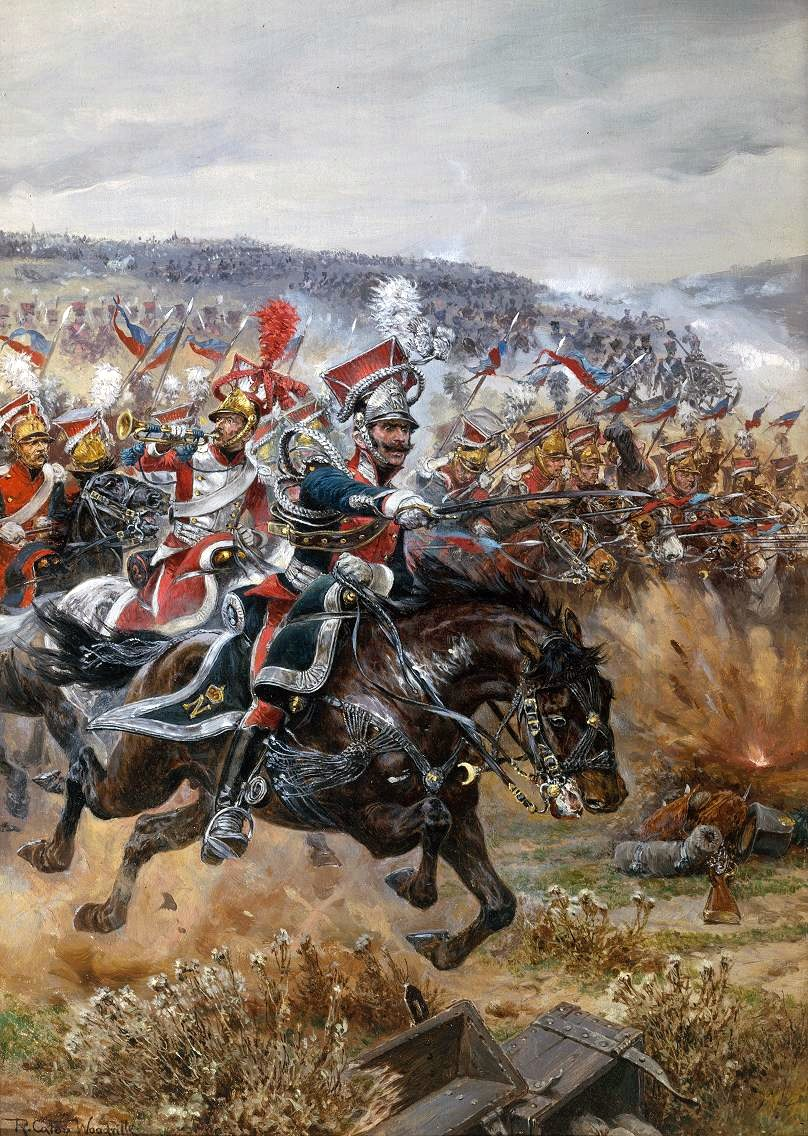
Richard Caton Woodville, Ostatnia szarża Poniatowskiego pod Lipskiem

- 15 maja 1807 r. na pruską kawalerię w czasie bitwy pod Strugą – polscy ułani z Legii Polsko-Włoskiej
- 30 listopada 1808 r. pod Somosierrą – 3 szwadron Szwoleżerów Gwardii
- 26 maja 1863 r. pod Salichą
- 13 czerwca 1915 r. pod Rokitną – 2 szwadron ułanów II Brygady Legionów
- 29 maja 1920 r. pod Wołodarką
- 31 sierpnia 1920 r. pod Komarowem – największa bitwa konnicy po 1813 (6/20 pułków)
- 2 października 1920 r. szarża 1 szwadronu 18 Pułku Ułanów Pomorskich pod Skrobowem[2]
- W kampanii wrześniowej (1939 r.):
  - 1 września pod Krojantami – 1. i 2 szwadron, po jednym plutonie z 3. i 4 szwadronu 18 Pułku Ułanów Pomorskich
  - 1 września pod Mokrą – 1. i 3 szwadron 19 Pułku Ułanów Wołyńskich
  - 1 września w Lasach Królewskich – patrol 11 Pułku Ułanów Legionowych
  - 2 września pod Borową – 1 szwadron 19 Pułku Ułanów Wołyńskich
  - 11 września pod Osuchowem – 1 szwadron 20 Pułku Ułanów
  - 12 września pod Kałuszynem – 4 szwadron 11 Pułku Ułanów Legionowych
  - 13 września pod Mińskiem Mazowieckim – 1 szwadron 2 Pułku Ułanów Grochowskich
  - 13 września pod Maliszewem – 1 szwadron 27 Pułku Ułanów
  - 15 września pod Brochowem – część 17 Pułku Ułanów Wielkopolskich
  - 16 września pod Gajówką Dębowskie – pluton 4 szwadronu 17 Pułku Ułanów Wielkopolskich
  - 19 września pod Wólką Węglową – 14 Pułku Ułanów Jazłowieckich
  - 19 września pod Łomiankami – zwiad 6 Dywizjonu Artylerii Konnej
  - 21 września pod Kamionką Strumiłową – 3 szwadron 1 Dywizjonu Kawalerii (improwizowany)
  - 23 września pod Krasnobrodem – 1 szwadron 25 Pułku Ułanów Wielkopolskich
  - 26 września pod Morańcami – 27 Pułk Ułanów
- 1 marca 1945 r. część 1 Warszawskiej Samodzielnej Brygady Kawalerii wykonała szarżę  pod Borujskiem. Była to ostatnia szarża kawalerii Wojska Polskiego.